# Jama (poema)
Jama je poema hrvatskoga pjesnika Ivana Gorana Kovačića. Poema je "prosvjed protiv svih i svakog zločina". Jedno je od najvećih djela svjetske proturatne književnosti.
Kao simpatizer Hrvatske seljačke stranke i politike Stjepana Radića koncem 1942. godine zajedno s pjesnikom Vladimirom Nazorom Ivan Goran Kovačić priključio se partizanima. Tada je sa sobom ponio i svoju nedovršenu poemu Jama. Poema Jama, poetsko-grafička mapa, tiskana je u Bariju (1. izd.), Delnicama, Crnoj Lokvi u Petrovoj Gori na Kordunu (2. izd.), Topuskom (tiskana na običnom papiru i uvezana u padobransko platno) i Beogradu, 1944. godine, a ilustrirali su je Zlatko Prica i Edo Murtić. Predgovor izdanju iz 1944. godine napisao je Ivo Frol.
Lirsko epska je poema u kojoj je oblikovana tema zločina na potpuno vjerodostojan način pun realnosti. Pisana je u prvom licu pa kao monološka ispovijed vodi čovjeka iz života u smrt i ponovno ga vraća u život u obliku duhovne ljepote pjesme koja njemu slijepom nadoknađuje izgubljenu fizičku svjetlost.
Oblikovana je tradicionalnim oblikom. Sastoji se od 10 simetričnih pjevanja, a stihovi su većinom jampski jedanaesterci, raspoređeni u pravilno rimovane šestine.
Krv je moje svjetlo i moja tama.
Blaženu noć su meni iskopali
Sa sretnim vidom iz očinjih jama;
Od kaplja dana bijesni oganj pali
Krvavu zjenu u mozgu, ko ranu.
Moje su oči zgasle na mome dlanu.
(...)
Poema je doživjela velik broj izdanja i prijevoda. Izdanje na francuskome jeziku iz 1948. godine (La fosse commune: poème) ilustrirao je Pablo Picasso a Paul Éluard umjesto predgovora napisao je pjesmu "Tombeau de Goran Kovatchich" ("Grob Gorana Kovačića"). Poemu "Jama" Kovačić je napisao u partizanima. Pjesmu je prvi put čitao ranjenicima Prve proleterske divizije hrvatski glumac Vjekoslav Afrić.

## Vanjske poveznice
- Ivan Goran Kovačić - Jama
- Sve Goranove jame: katalog izložbe, Nacionalna i sveučilišna knjižnica u Zagrebu, 2013., culturenet.hr